# Leichtathletik-Weltmeisterschaften 2003/3000 m Hindernis der Männer

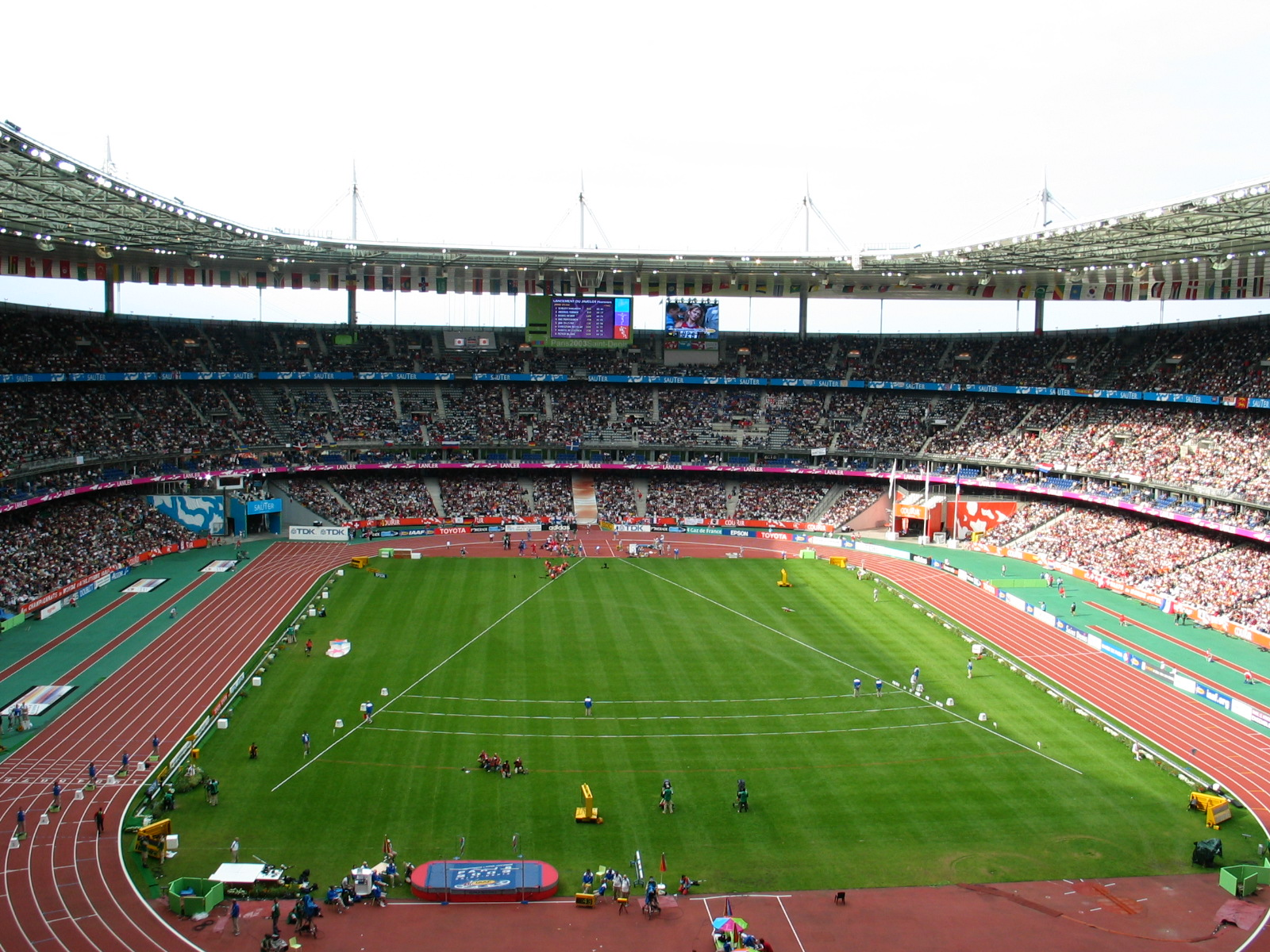
Stade de France in Paris/Saint-Denis am Schlusstag der Leichtathletik-Weltmeisterschaften

Der 3000-Meter-Hindernislauf der Männer bei den Leichtathletik-Weltmeisterschaften 2003 wurde am 23. und 26. August 2003 im Stade de France der französischen Stadt Saint-Denis unmittelbar bei Paris ausgetragen.
Weltmeister wurde Saif Saaeed Shaheen, der seit 2002 für Katar startete. Er stammte aus Kenia und hatte bis 2002 den Namen Stephen Cherono. Silber ging an den Kenianer Ezekiel Kemboi. Der Spanier Eliseo Martín gewann die Bronzemedaille.

## Bestehende Rekorde
| Weltrekord               | 7:55,28 min | Brahim Boulami | Brüssel, Belgien              | 24. August 2001 |
| Weltmeisterschaftsrekord | 8:04,16 min | Moses Kiptanui | WM 1995 in Göteborg, Schweden | 11. August 1995 |

Der bestehende WM-Rekord wurde bei diesen Weltmeisterschaften nicht eingestellt und nicht verbessert.
Es wurde ein Landesrekord aufgestellt:

8:18,93 min – Yoshitaka Iwamizu (Japan), 1. Vorlauf am 23. August

## Vorrunde
Die Vorrunde wurde in drei Läufen durchgeführt. Die ersten vier Athleten pro Lauf – hellblau unterlegt – sowie die darüber hinaus drei zeitschnellsten Läufer – hellgrün unterlegt – qualifizierten sich für das Finale.

### Vorlauf 1

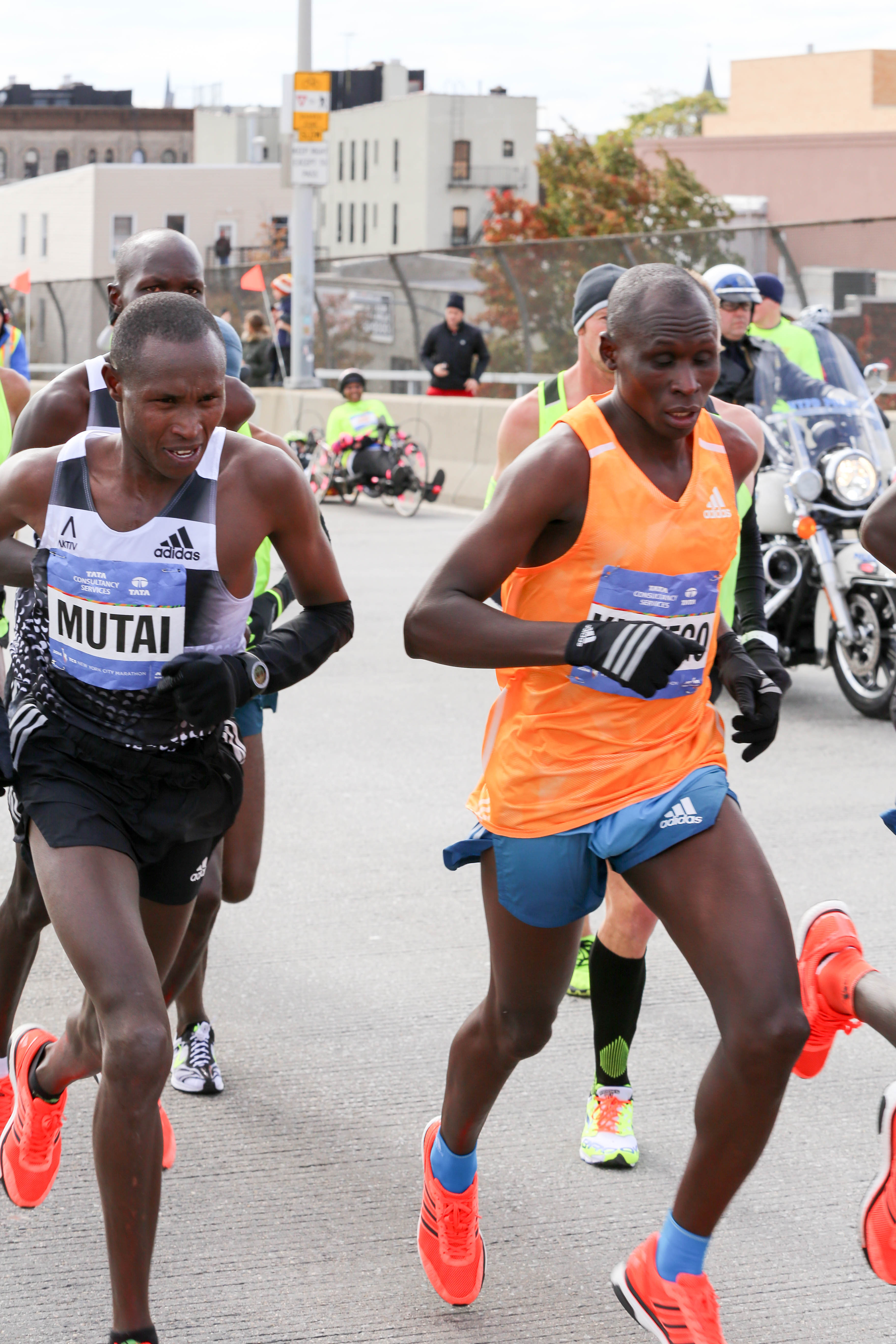
Michael Kipkorir Kipyego (rechts) schaffte es als Neunter des ersten Vorlaufs nicht ins Finale

23. August 2003, 19:00 Uhr
| Platz | Name                      | Nation      | Zeit (min) |
| ----- | ------------------------- | ----------- | ---------- |
| 1     | Ezekiel Kemboi            | Kenia       | 8:18,09    |
| 2     | Simon Vroemen             | Niederlande | 8:18,24    |
| 3     | José Luis Blanco          | Spanien     | 8:18,76    |
| 4     | Yoshitaka Iwamizu         | Japan       | 8:18,93 NR |
| 5     | Khamis Abdullah Saifeldin | Katar       | 8:19,64    |
| 6     | Ali Ezzine                | Marokko     | 8:20,10    |
| 7     | Luleseged Wale            | Äthiopien   | 8:21,30    |
| 8     | Peter Nowill              | Australien  | 8:26,22    |
| 9     | Michael Kipkorir Kipyego  | Kenia       | 8:27,45    |
| 10    | Daniel Lincoln            | USA         | 8:32,47    |
| 11    | Vincent Le Dauphin        | Frankreich  | 8:36,42    |
| 12    | Matthew Kerr              | Kanada      | 8:57,62    |

### Vorlauf 2
23. August 2003, 19:13 Uhr
| Platz | Name                | Nation     | Zeit (min) |
| ----- | ------------------- | ---------- | ---------- |
| 1     | Saif Saaeed Shaheen | Katar      | 8:22.20    |
| 2     | Jukka Keskisalo     | Finnland   | 8:22,41    |
| 3     | Eliseo Martín       | Spanien    | 8:22,54    |
| 4     | Abraham Cherono     | Kenia      | 8:22,67    |
| 5     | Boštjan Buč         | Slowenien  | 8:22,89    |
| 6     | Zouhair Ouerdi      | Marokko    | 8:23,75    |
| 7     | Abdelhakim Maazouz  | Algerien   | 8:24,60    |
| 8     | Martin Pröll        | Österreich | 8:25,84    |
| 9     | Mustafa Mohamed     | Schweden   | 8:25,99    |
| 10    | Lotfi Turki         | Tunesien   | 8:28,95    |
| 11    | Angelo Iannelli     | Italien    | 8:36,08    |
| 12    | Robert Gary         | USA        | 8:38,20    |

Im zweiten Vorlauf ausgeschiedene Läufer:

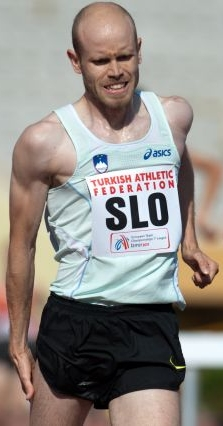
Boštjan Buč verpasste das Finale um einen Rang
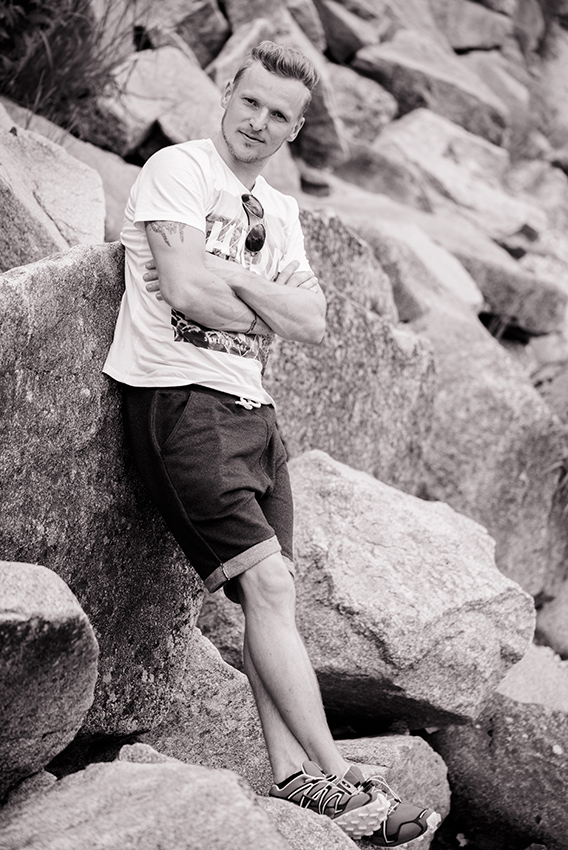
Martin Pröll – sein  achter Platz im zweiten Vorlauf reichte nicht zum Finaleinzug
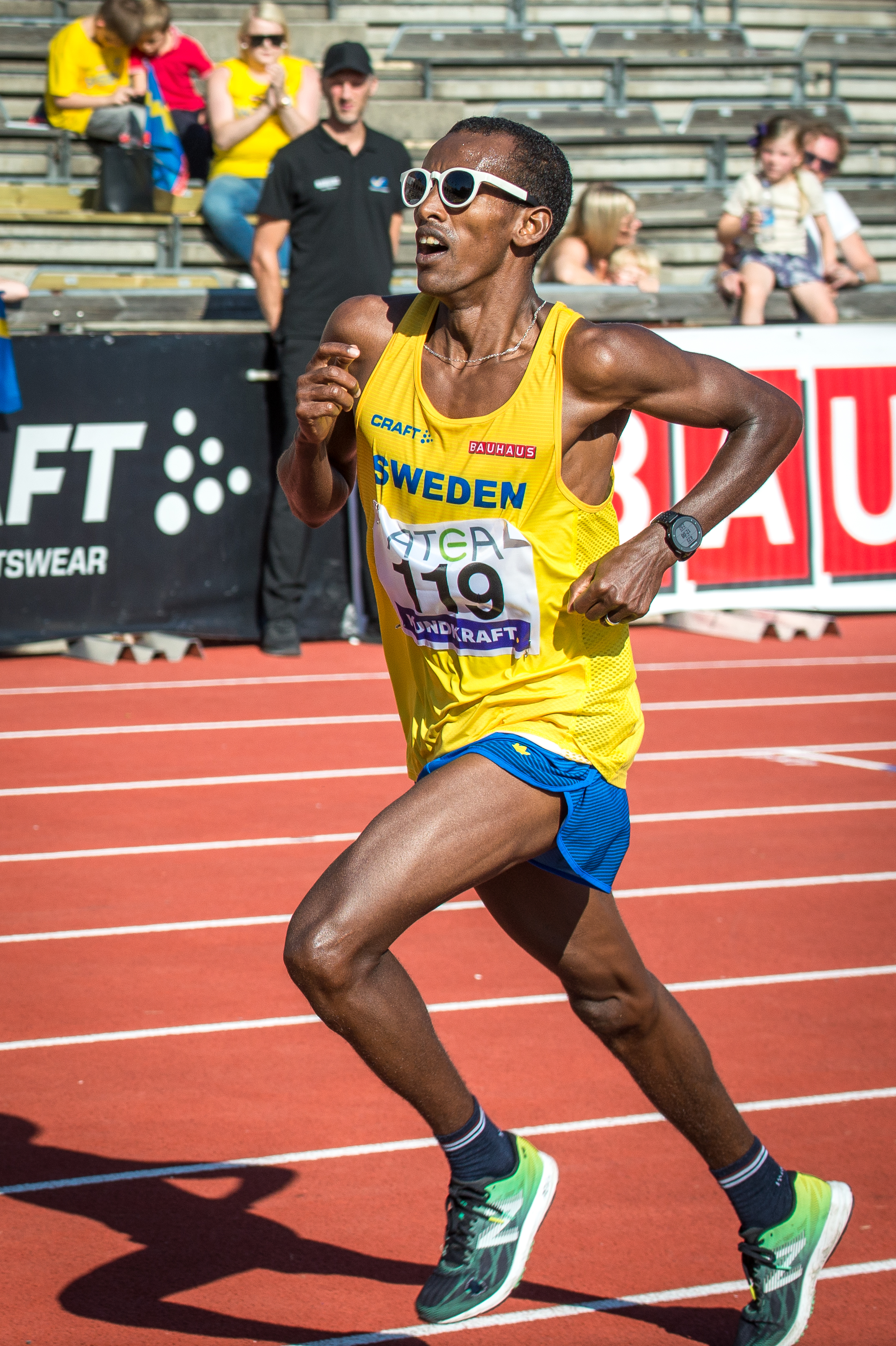
Als Neunter seines Rennens schied Mustafa Mohamed in der Vorrunde aus

### Vorlauf 3

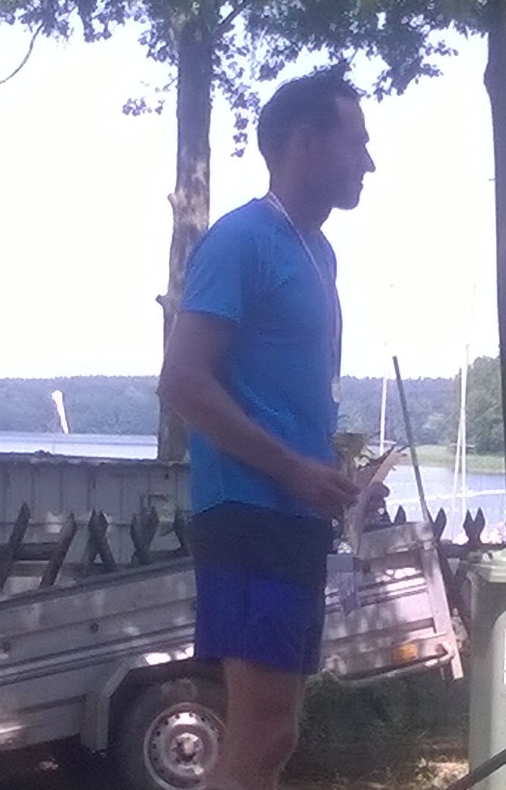
Radoslaw Poplawski belegte Rang sieben in seinem Vorlauf und schied damit aus
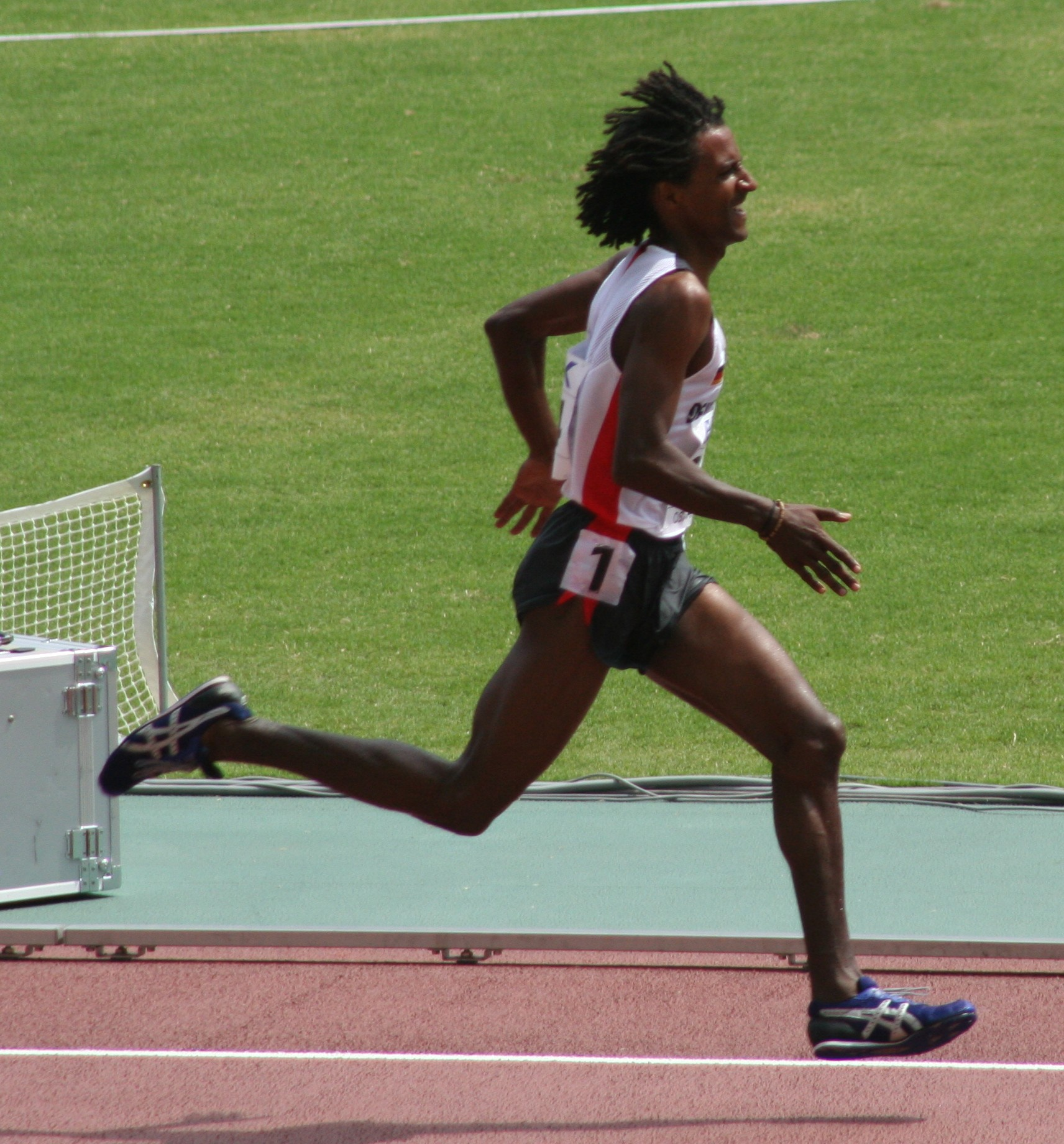
Filmon Ghirmai war zu wenig, um im Finale dabei zu sein
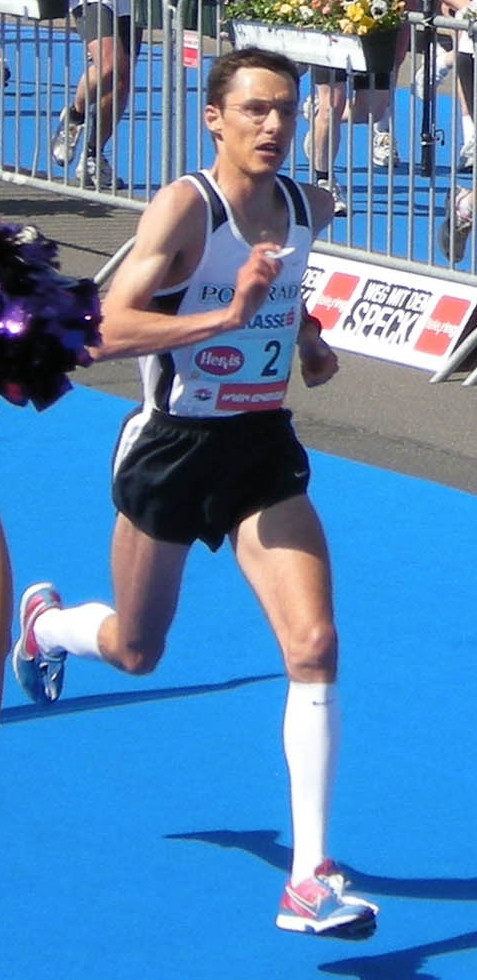
Günther Weidlinger kam in seinem Vorlauf nicht ins Ziel

23. August 2003, 19:26 Uhr
| Platz | Name               | Nation      | Zeit (min) |
| ----- | ------------------ | ----------- | ---------- |
| 1     | Luis Miguel Martín | Spanien     | 8:19,09    |
| 2     | Bouabdellah Tahri  | Frankreich  | 8:19,44    |
| 3     | Abdelkader Hachlaf | Marokko     | 8:19,49    |
| 4     | Reuben Kosgei      | Kenia       | 8:20,63    |
| 5     | Steve Slattery     | USA         | 8:22,32    |
| 6     | Tewodros Shifer    | Äthiopien   | 8:23,41    |
| 7     | Radoslaw Poplawski | Polen       | 8:24,34    |
| 8     | Wadim Slobodenjuk  | Ukraine     | 8:28,64    |
| 9     | Filmon Ghirmai     | Deutschland | 8:28,89    |
| 10    | Pawel Potapowitsch | Russland    | 8:38,63    |
| 11    | Alexandra Motone   | Italien     | 9:05,45    |
| DNF   | Günther Weidlinger | Österreich  |            |

## Finale

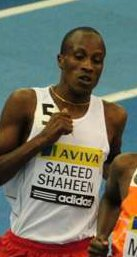
Seit 2002 war der frühere Kenianer Saif Saaeed Shaheen – damals mit dem Namen Stephen Cherono – katarischer Staatsbürger und wurde nun Weltmeister

26. August 2003, 21:30 Uhr
| Platz | Name                      | Nation      | Zeit (min) |
| ----- | ------------------------- | ----------- | ---------- |
| 1     | Saif Saaeed Shaheen       | Katar       | 8:04,39    |
| 2     | Ezekiel Kemboi            | Kenia       | 8:05,11    |
| 3     | Eliseo Martín             | Spanien     | 8:09,09    |
| 4     | Bouabdellah Tahri         | Frankreich  | 8:10,65    |
| 5     | Abraham Cherono           | Kenia       | 8:13,37    |
| 6     | Luis Miguel Martín        | Spanien     | 8:13,52    |
| 7     | Simon Vroemen             | Niederlande | 8:13,71    |
| 8     | José Luis Blanco          | Spanien     | 8:17,16    |
| 9     | Jukka Keskisalo           | Finnland    | 8:17,72    |
| 10    | Ali Ezzine                | Marokko     | 8:19,15    |
| 11    | Yoshitaka Iwamizu         | Japan       | 8:19,29    |
| 12    | Khamis Abdullah Saifeldin | Katar       | 8:28,37    |
| 13    | Abdelkader Hachlaf        | Marokko     | 8:35,17    |
| DNF   | Reuben Kosgei             | Kenia       |            |
| DNS   | Luleseged Wale            | Äthiopien   |            |

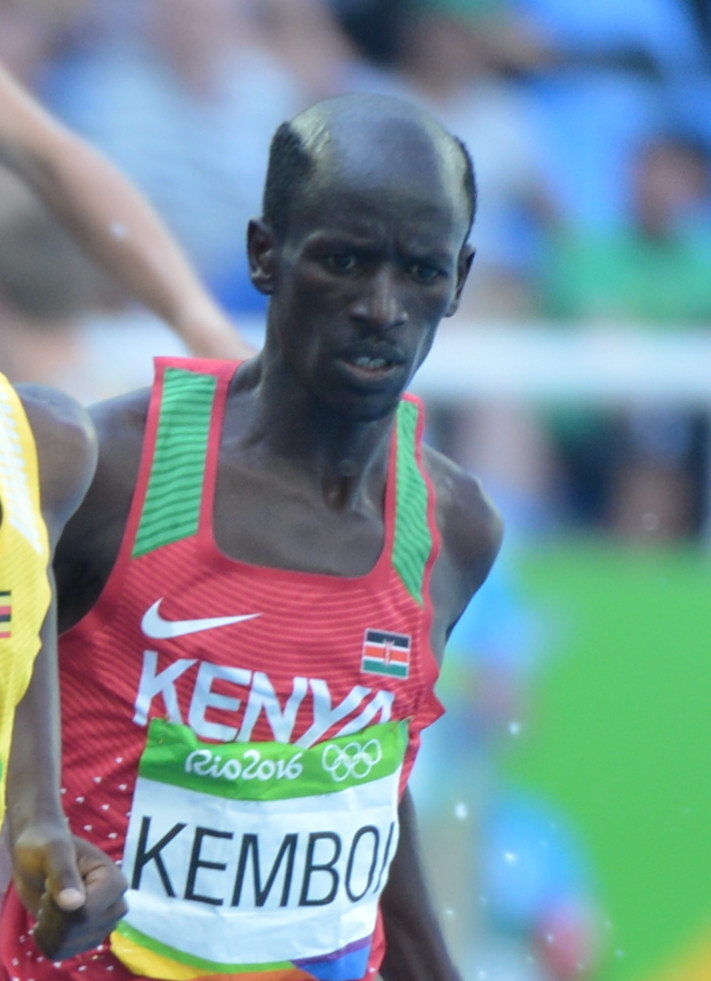
Vizeweltmeister Ezekiel Kemboi
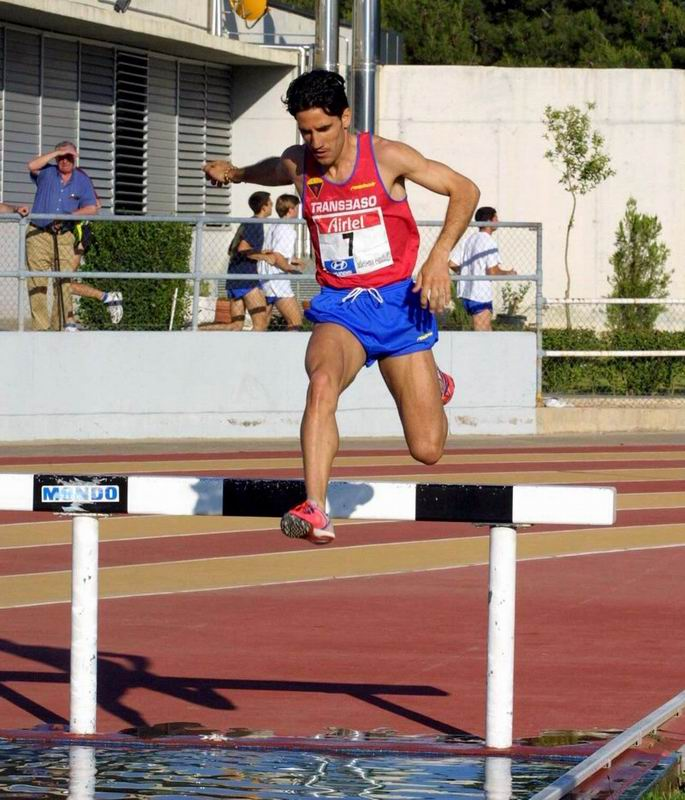
Bronzemedaillengewinner Eliseo Martín
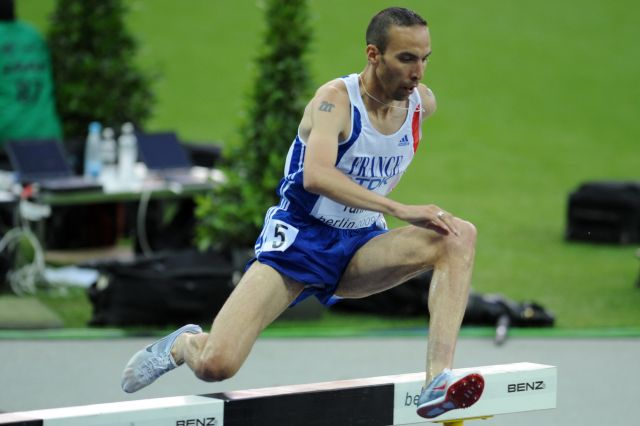
Noch reichte es für den hier viertplatzierten Bouabdellah Tahri nicht zu einer Medaille
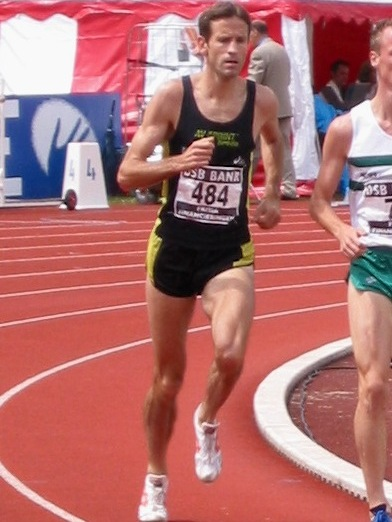
Simon Vroemen, 2002 Vizeeuropameister, erreichte Platz sieben
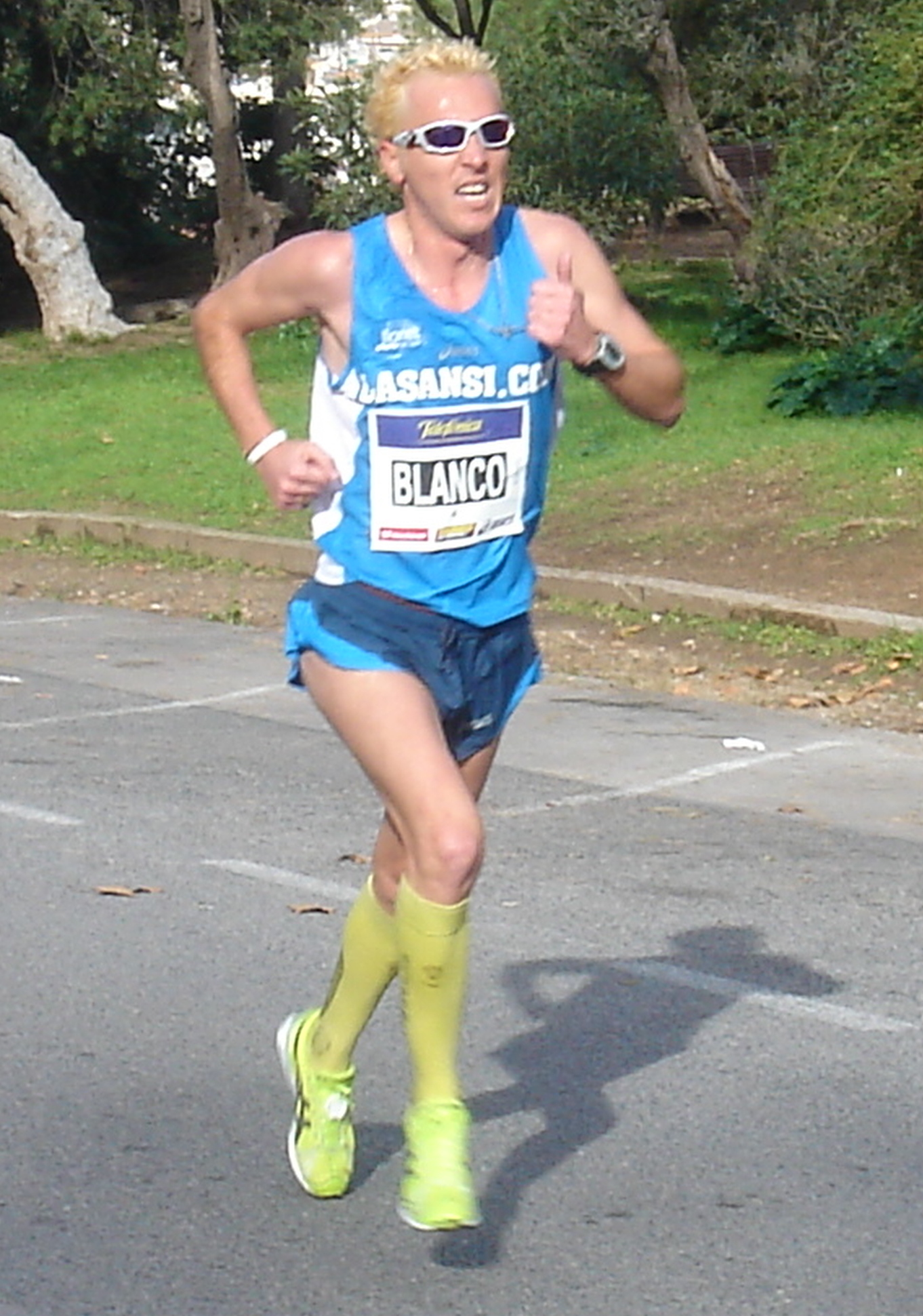
José Luis Blanco kam auf den achten Platz
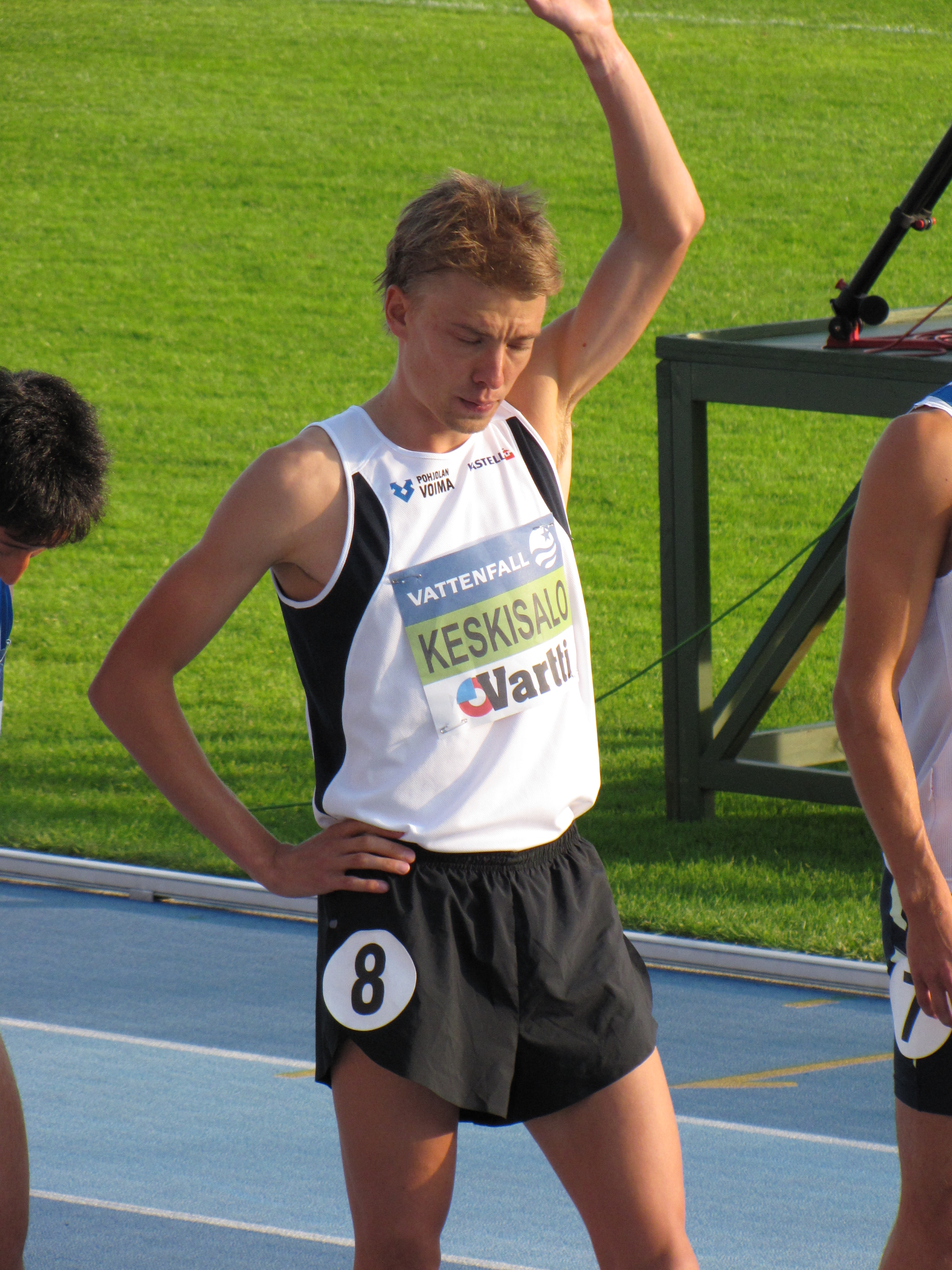
Jukka Keskisalo wurde Neunter
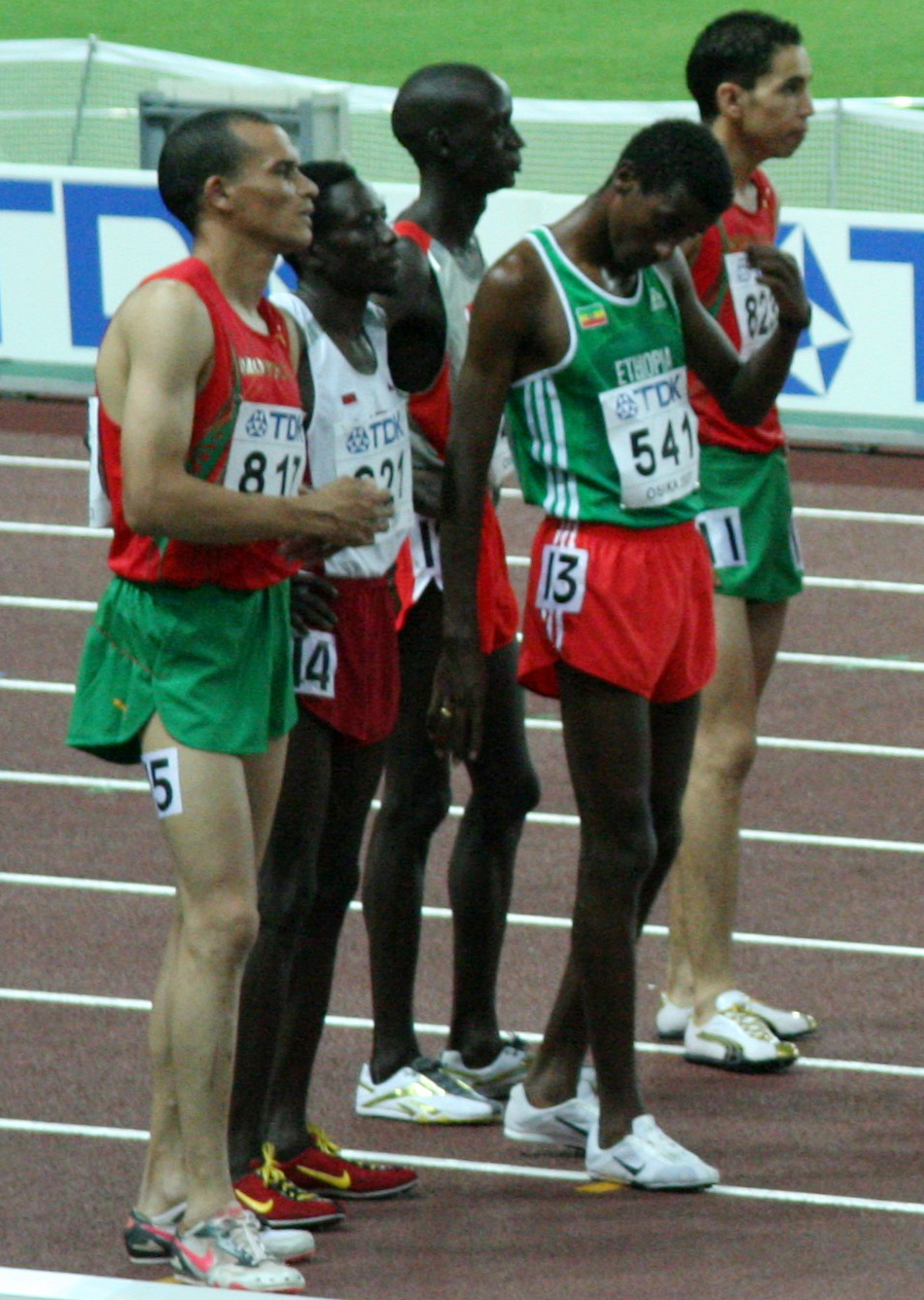
Rang dreizehn für Abdelkader Hachlaf (auf dem Foto ganz links)

## Video
- Saif Saheed Shaheen wins the Steeplechase at world champs, Video veröffentlicht am 29. Mai 2007 auf youtube.com, abgerufen am 4. September 2020